# Басту

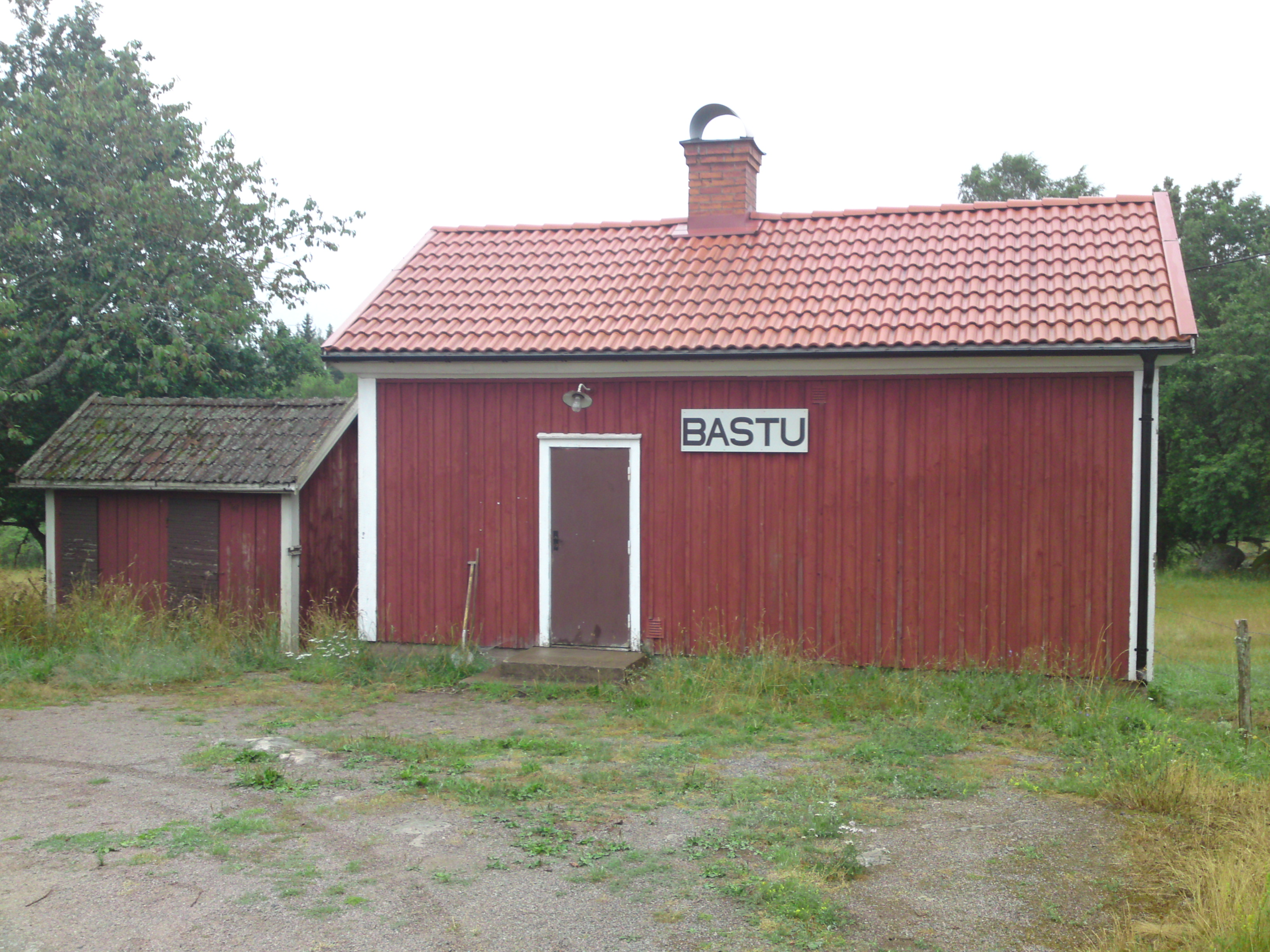
Басту в деревне Бёсебу (Bösebo), лён Кальмар (Смоланд)

Басту (швед. bastuо файле) — традиционные шведские бани.

## Этимология
Название происходит от словосочетания badstuga, в котором bad — это парилка, баня, а stuga — небольшие деревянные дома, типичные для скандинавских стран.

## История
История бань в Швеции уходит в глубокую древность и начинается по всей видимости параллельно с развитием хозяйственной деятельности человека. Изначально шведские басту представляли собой маленькие бревенчатые избушки без дымохода и окон. В центре находилась печь с ёмкостью для камней. Издревле басту топили по-чёрному, дым выходил через дверь или в вытяжное отверстие под потолком, которое затыкалось непосредственно перед принятием банных процедур. По строению басту напоминала перевёрнутый стакан и стояла над землей. Басту является конвекционной баней, в ней происходит постоянное движение масс воздуха. Скандинавы использовали предварительно замоченные берёзовые веники. Они способствуют очищению пор, что было особенно важно в отсутствие мыла, и выделяют эфирные масла, благотворно влияющие на организм. Помимо берёзы могли использоваться веники других лиственных деревьев. За 15 минут пребывания в бане человек теряет до 1 литра жидкости — такое потоотделение сопровождается быстрым выводом токсинов и улучшает кровообращение. Улучшению кровопотока способствует также контрастное окунание из жара бани в холодную воду близлежащего озера или снег. Баня относительно гигиенична, дым обладает антисептическим свойством. По этой причине она часто становилась местом принятия родов.
Басту приписывали также мистический смысл — её использовали для гаданий и ритуалов изгнания болезней. Огонь наделялся божественной силой, печь сравнивалась с алтарем, а пар, поднимающийся от горячих камней, с духом жизни. Вместе с физическим очищением баня считалась местом очищения духовного.
Басту нередко использовалась также с утилитарными целями — для сушки льна (в основном на юге Швеции), зерна (преимущественно на севере Швеции) или солода во время пивоварения. В восточной Швеции в басту коптили рыбу и мясо.
В средние века в Центральной Европе, Дании и на юге Швеции появляются первые общественные бани. В XVI веке их начинают сооружать как коммерческие объекты и использовать для получения финансовой выгоды. В дополнение к возможности помыться в них были доступны также такие услуги как, к примеру, кровопускание, парикмахерские услуги. Строительство банных центров было возможно только по одобрению властей. Право на управление такими центрами могло передаваться по наследству и завещаться. В то время как владельцы таких бань были богатыми людьми, рядовые работники, растопщики принадлежали к низшей социальной страте, их профессия считалась унизительной.
В начале XVIII века такие шведские бани стали объектом критики реформаторов и религиозных моралистов и постепенно утратили своё значение. 1725 стал темным годом в истории бани — она была официально запрещена в Швеции. Реформаторы призывали к экологической сознательности — на растопку бани уходит много дров, что истощает лесные ресурсы. Моралисты видели в коллективном посещении бань причину распространения венерических заболеваний.

## Типы басту
В различных регионах Швеции существовали три типа басту. Первый тип — envåningsbastun (швед. одноэтажная сауна) с печкой на полу без дымоотвода и скамейками вокруг. Второй тип — двухэтажная басту, в которой печь находилась на первом этаже, а скамейки на втором. Третий тип, распространённый на Готланде, — басту, в которой дым из камина поступал по дымоотводу в обложенное кирпичом помещение на чердаке. Такая баня использовалась для сушки и копчения. Различались бани не только конструкцией, но и названиями. В регионах Skåne, Halland, Blekinge и Småland использовалось название malttorka. В Södermanland баню называли pörte, в Närke, Västmanland и Dalarna в ходу было слово torkstuga, на западе страны баню называли kölna. В северо-восточной части Швеции банная культура почти идентична финской. Далее в настоящем отчёте будет описан наиболее распространённый традиционный тип басту.

## Вентиляция и конструкция

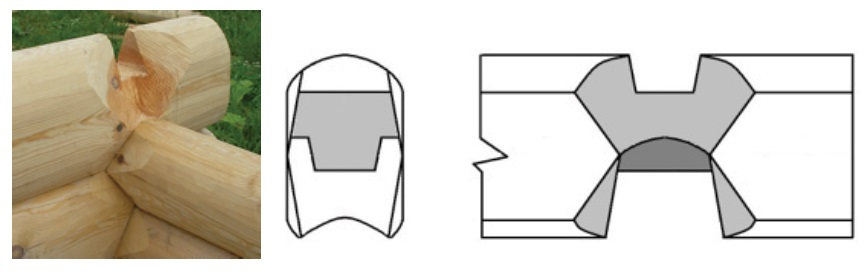
Соединение бревен сруба в скандинавский замок

Вентиляция в басту осуществляется по принципу «перевёрнутого стакана». Изначально баня стояла над землей, в полу были щели. Печь тянула воздух снизу парилки и, нагревая его, поднимала к потолку. Помещение наполнялось горячим воздухом, холодный вытеснялся вниз и вытеснялся сквозь щели.
Изначально бани топились «по-черному». Они не имели дымоотвода, поэтому при растопке дым окутывал все помещение. Такая конструкция, помимо простоты и экономичности сооружения, давала возможность коптить в бане рыбу и мясо. Дым отпугивал паразитов и убивал бактерии. Заходить в баню можно было после 3-4 часов растопки, когда бревна догорали и весь дым выходил. Вследствие пожароопасности басту сооружалась в отдалении от других хозяйственных построек.
Басту современной конструкции появились в 1930-х. Их снабжают двумя вентиляционными отверстиями: одно располагают у пола под печью, другое с противоположной стороны парилки. Конвеция воздуха осуществляется следующим образом. Печь нагревает воздух и выталкивает его вверх, всасывая часть из приточного канала снаружи парилки. Прогретый воздух поднимает вверх к потолку и заполняет верх парилки. Печь постоянно пополняет притоком горячий воздух и он начинает выталкивать более прохладный тяжёлый воздух вниз. Опускаясь, он прогревает все на своем пути: потолок, стены, полоки. Циркулируя, воздух доходит до вытяжного окна и уходит через вытяжной канал на улицу или в смежное помещение. В такой басту воздух всегда свежий и несмотря на высокую влажность дышится легко. Принцип вентиляции исключает также возможность холодных полов или появления плесени под полоками. Если в смежном помещении стоит принудительная вытяжная вентиляция и приточная, то она не влияет на вентиляцию парилки, лишь производит воздухообмен смежного помещения.
Традиционные басту сооружаются из бруса. Почти половину Швеции занимают хвойные леса, поэтому крестьяне использовали для бруса наиболее доступные материалы — ель или сосновый сухостой. Если использовалась ель, то преимущество отдавалось медленно растущей, поскольку её древесина имеет повышенную плотность. Хвойные деревья рубились преимущественно в январе или феврале, когда они находились в полном покое. Это позволяло древесине просохнуть перед теплом весны, когда начинают расти микроорганизмы, разлагающие древесину. Поскольку хвойные породы быстро и сильно нагреваются и выделяют смолу, для тех элементов бани, которые соприкасаются непосредственно с телом человека (полоки, скамьи) использовались лиственные деревья. Их рубили в августе после пожелтения листьев. Очищенные от коры бревна перед использованием оставляли некоторое время просохнуть под навесом.
Брёвна в традиционном срубе для басту укладывались одно на другое («в клеть»), а в углах соединялись «в чашу» (или «в обло») — с выступающими концами брёвен. Такая конструкция требует много древесины, но отличается своей надежностью и крепкостью, а также минимизирует теплопотери.
Технология рубки существенно отличалась от русской. В русском языке за ней закрепилось название «скандинавская» (или «норвежская») рубка. Метод предполагает использование лафета (полубрус или двухкантный брус) — то есть бревна, опиленного по длине с 2 сторон, внешняя и внутренняя стороны которого плоские.
В углах сруба бревна соединялись так называемым «скандинавским» (или «норвежским») замком". Чаша в этом случае выбирается не в виде полукруга, а в форме клина. Кромки чаши стёсываются, тщательно шлифуются, в чаше делается специальный шип. Благодаря такой форме чаши место соединения под действием нагрузки сруба буквально заклинивается, и продувание замка по сути исключается за счёт наличия внутреннего шипа. Последнее отличие — форма продольного замка в виде ласточкиного хвоста.

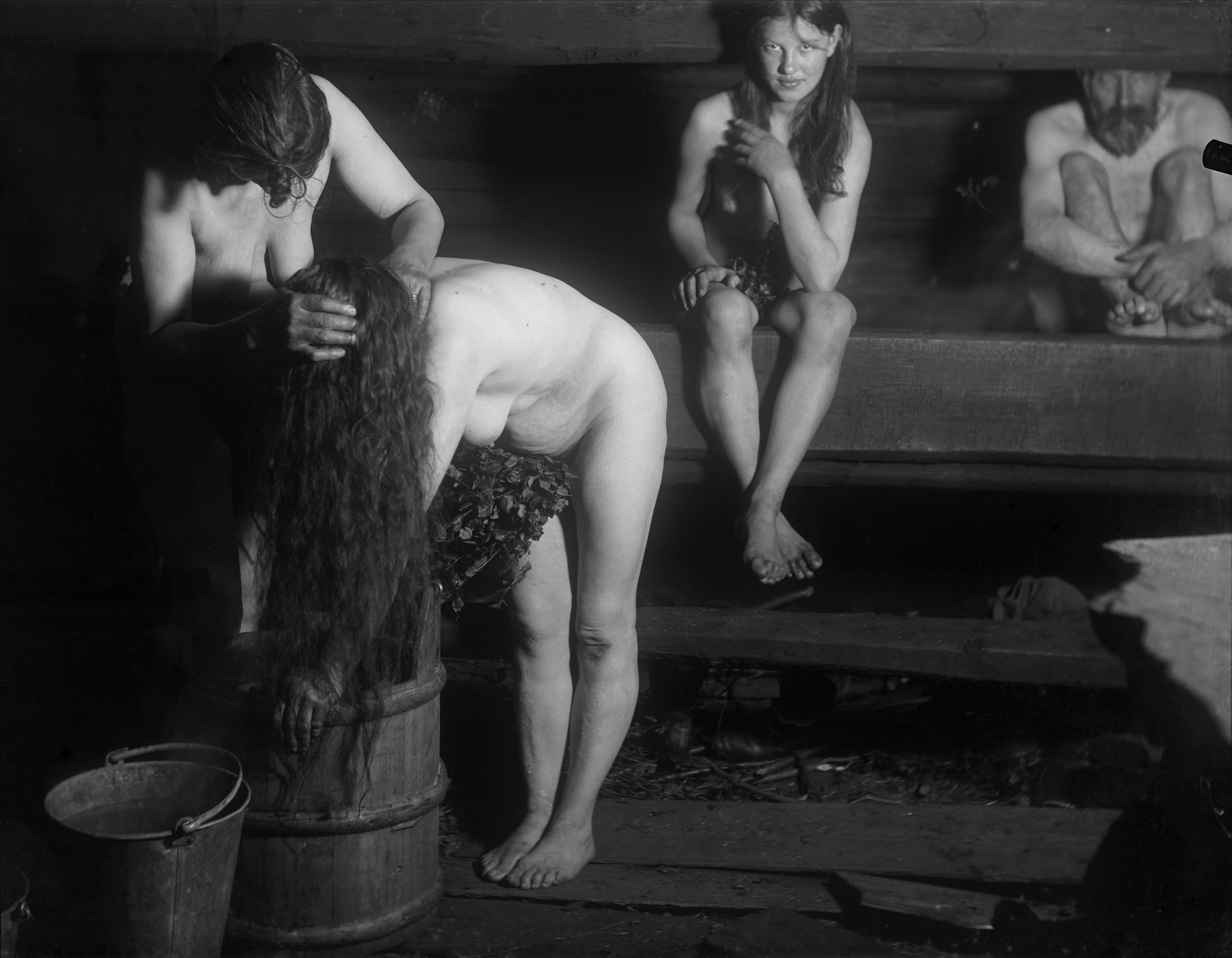
В бане. Вермланд, 1911 год

Благодаря своей сложной форме и высокому качеству изготовления, такой «замок» обеспечивал максимально плотное соединение бревен в перерубах, что исключало продувание и промерзание углов. Со временем вследствие усадки дома систему затёсов и внутренних шипов заклинивает, поэтому замок получил ещё одно название — самозаклинивающийся. Чем больше усадка сруба — тем плотнее замок, крепче и теплее баня.
Важно и то, что соединенные по этой технологии бревна естественной влажности, из которых чаще всего изготавливают лафет, не крутит от внутреннего напряжения при усадке. Его можно протапливать сразу после строительства, не боясь появления трещин.

## Теплоизоляция
В качестве теплоизоляционного материала между бревнами сруба шведы стелили мох. Зелёный мох вымачивался в теплой воде, чтобы удалить почву, после чего во влажном состоянии немного выжимался и размещался между бревнами. По высыхании мох распрямлялся и возвращал правильную форму, заполняя собой щели.

## Интерьер
При сооружении полоков старались вырезать доски таким образом, чтобы на поверхностях, которые соприкасаются с телом, не было «глазков» от сучьев. В бане они сильно нагреваются и могут обжигать. Из соображений безопасности было важно, чтобы дверь открывалась наружу. Если она набухнет, её можно будет выбить, что значительно проще, чем тянуть дверь на себя. Окон в традиционных басту не было. В полу оставлялись достаточно широкие щели для вентиляции и стока воды. Под фундамент, чтобы предотвратить гниение бревен, подкладывалась береста.
В качестве материала для внутренней отделки использовалась осина. К достоинствам этой породы относятся отсутствие смолы, низкую теплопроводность и влагоустойчивость. Неслучайно в старину на Руси делали колодцы из осины, она обладает бактерицидными свойствами. Вода в них была чистой, бактерии в ней не размножались. В бане это качество осины также имеет значение.

## Крыша
В кровле басту нередко использовалась береста. Кора была доступна крестьянам, она водонепроницаема и не гниет, поэтому этот материал хорошо подходил использования на открытом воздухе. Сразу после сбора бересту необходимо было распрямить и положить под пресс подсыхать, в противном случае береста сворачивается и становится непригодной для дальнейшего использования. Поверх бересты для сохранения тепла крыша покрывалась дёрном.

## Печи и топливо
В традиционных басту использовались дровяные печи. По методу обогрева они различались. Поскольку в басту «по-черному» у печи нет дымоотвода, она топится за несколько часов до банных процедур, чтобы дым успел выйти. Печь выглядела как сваленная в кучу груда камней. Камни были скреплены глиняным раствором по бокам. Между печью и бревенчатой стеной мог оставляться воздушный зазор для снижения пожарной опасности.
Оптимальный камень для печи в басту — оливин диабаз. Это камень вулканического происхождения, обладающий высокой теплоёмкостью и плотностью, благодаря чему он хорошо аккумулирует тепло и постепенно его отдаёт. Альтернативные варианты — талькохлорит, габбро-диабаз, кварцит, жадеит.
Размер камней для дровяной печи зависел от времени растопки. Камни могли быть как цельными, так и колотыми. Цельные долго нагреваются и долго отдают тепло. Осколки соответственно нагреваются быстрее, и быстрее остывают. У осколков больше поверхность, с которой испаряется подливаемая для жару вода. К тому же неровная шероховатая поверхность скола сама по себе способствует более насыщенному парообразованию, чем обвалованный тип камня.
Для растопки дровяных печей шведы предпочитали берёзовые дрова. Берёза обладает высокой энергетической ценностью и хорошо горит. С началом промышленной революции в басту начали использовать металлические печи.